# 志久弘樹
志久 弘樹は、長崎文化放送の社員で、元同局アナウンサー。

## 人物
長崎県佐世保市出身。2002年から記者、アナウンサーなどの仕事をしている。

## 担当番組
現在
過去
- NCCスーパーJチャンネル長崎
- シリタカ! 【中継で長崎の情報を伝える。】
- nccニュース